# Operazione Birke
Operazione Birke (operazione betulla) fu, durante la seconda guerra mondiale, il nome in codice dato dall'OKW, l'alto comando militare tedesco, al piano per l'attuazione della direttiva nº 50 di Hitler, emanata nel settembre del 1943 per il caso che la Finlandia, alleata della Germania nella guerra contro l'Unione Sovietica, si ritirasse unilateralmente dalla guerra concludendo una pace separata con l'URSS.
Il piano prevedeva che la 20ª Armata da Montagna, già in Finlandia per operare contro l'Unione Sovietica sul fronte settentrionale e forte di oltre 200000 uomini, mantenesse il controllo del nord della Finlandia con le sue miniere di nickel. A tale scopo l'ala meridionale dell'armata avrebbe dovuto compiere una manovra in due fasi per ritirarsi su una linea che correva da Karesuando, presso la frontiera con la Svezia, all'autostrada artica a sud di Ivalo, facendo ruotare ed arretrare l'intero fronte della 20ª armata, lungo 600 km, con una ritirata di circa 500 km in modo che la nuova linea del fronte fosse rivolta non solo verso est ma anche verso sud.
Nella prima fase il XXXVI e il XVIII corpo avrebbero dovuto abbandonare i settori del fronte di Kandalakša, Luokhi, e Ukhta e dirigersi verso la capitale della Lapponia finlandese, Rovaniemi, stabilendo una linea di copertura ad est della città sulla linea Kemijärvi-Autinkylä che avrebbe dovuto essere mantenuta fino al transito del grosso delle truppe attraverso Rovaniemi lungo la via per Ivalo a nord. Nella seconda fase il XXXVI corpo si sarebbe diretto verso nord, lungo l'autostrada artica, fino a prendere contatto con il fianco destro del XIX corpo schierato nel settore più settentrionale del fronte, mentre il XVIII corpo si sarebbe ritirato lungo la strada da Rovaniemi a Skibotten prendendo posizione presso la frontiera con la Svezia nelle vicinanze di Karesuando.
Poiché d'inverno la strada Rovaniemi-Skibotten era intransitabile, il piano prevedeva che, nel caso in cui l'operazione avesse dovuto essere compiuta durante la stagione invernale, sia il XVIII che il XXXVI corpo si sarebbero mossi lungo l'autostrada artica per poi dividersi e continuare il primo verso la frontiera con la Norvegia e il secondo verso Karesuando.
Il 4 settembre 1944 la Finlandia firmo l'armistizio con l'Unione sovietica, due giorni dopo i tedeschi dettero l'avvio all'Operazione Birke incominciando a ritirarsi dal sud della Finlandia (a cui l'armistizio imponeva di disarmare o espellere dal proprio territorio le truppe tedesche entro il 15 settembre) di comune accordo con i finlandesi ma senza rivelare loro l'intenzione di occupare e mantenere l'estremo nord della Finlandia.
L'Operazione Birke non fu comunque mai portata a compimento, sia perché frattanto l'OKW aveva rivisto i propri piani circa la necessità di tenere il nord della Finlandia stabilendo più conveniente dal punto di vista strategico una ritirata dell'intera 20ª armata sulle posizioni di Lyngen (Operazione Nordlicht), la linea di difesa più corta fra il fiordo di Lyngen, in Norvegia, e l'estremità settentrionale della Svezia, e sia per l'attacco sferrato dai sovietici il 7 ottobre 1944 (Offensiva di Petsamo-Kirkenes) contro le posizioni del XIX corpo ad ovest di Murmansk che costrinse i tedeschi a procedere rapidamente all'attuazione dell'Operazione Nordlicht che, in un primo momento, era stata programmata per essere attuata entro giugno del 1945.